# سیارک ۲۷۴۶
سیارک ۲۷۴۶ (به انگلیسی: 2746 Hissao، نامگذاری:1979SJ9) دو هزار و هفتصد و چهل و ششمین سیارک کشف شده‌است که در ۲۲ سپتامبر ۱۹۷۹ کشف شد.
قدر مطلق سیارک برابر ۱۳٫۴۰ است.